# Karl Wrabetz
Karl Wrabetz (24. dubna 1846 Vídeň – 29. srpna 1924 Vídeň) byl rakouský fotograf a politik německé národnosti, v 2. polovině 19. století poslanec Říšské rady z Dolních Rakous.

## Biografie
Profesí byl fotografem. Zasedal ve vídeňské obecní radě.
Působil i jako poslanec Říšské rady (celostátního parlamentu Předlitavska), kam usedl ve volbách roku 1885 za kurii městskou v Dolních Rakousích, obvod Vídeň, IX. okres. Mandát obhájil ve volbách roku 1891, volbách roku 1897 a volbách roku 1901. Ve volebním období 1885–1891 se uvádí jako Karl Wrabetz, fotograf a rada obchodní komory, bytem Vídeň.
Na Říšské radě se po volbách roku 1885 uvádí jako člen poslaneckého klubu Sjednocené levice, do kterého se spojilo několik ústavověrných proudů. V roce 1887 se uvádí jako člen poslanecké frakce Deutschösterreichischer Club (Německorakouský klub), která sdružovala umírněnou část německého ústavověrného tábora. V roce 1890 se uvádí jako poslanec obnoveného klubu německých liberálů, nyní oficiálně nazývaného Sjednocená německá levice. I ve volbách roku 1891 byl zvolen za Sjednocenou německou levici. Ve volbách roku 1897 byl zvolen za Německou pokrokovou stranu.
Zemřel v srpnu 1924.